# قوزلو (زنجان)
قوزلو (زنجان)، روستایی از توابع بخش مرکزی شهرستان زنجان  در استان زنجان ایران است.
این روستا در 55 کیلومتری جاده دندی قرار دارد این روستا صاحب یکی از معادن آهن منطقه است.
این روستا یکی از قدیمی ترین روستا های منطقه است و از لحاظ وسعت بزرگترین روستای منطقه است مردم این روستا در شغل هایی مانند:کشاورزی ، دامداری و باغداری مشغول کار هستند 
وجه تسمیه نام قوزلو
ظاهراً زمان قدیم وجود دو درخت تنومند و خیلی بزرگ گردو یا همان قوز( زبان محلی) باعث شده اسم روستا به نام قوزلو ماندگار شود.

## جمعیت
این روستا در دهستان قلتوق قرار دارد و براساس سرشماری مرکز آمار ایران در سال ۱۳۸۵، جمعیت آن ۴۳۰ نفر (۱۰۰خانوار) بوده‌است.